# Michiyo Kogure
Michiyo Kogure (木暮実千代 Kogure Michiyo?, Shimonoseki, 31 de enero de 1918 – Tokio, 13 de junio de 1990) fue una actriz de cine japonesa. Apareció en casi 200 películas a lo largo de una carrera que se prolongó durante más de 45 años, protagonizó obras de Akira Kurosawa, Kenji Mizoguchi, Yasujirō Ozu, Mikio Naruse y otros. El historiador de cine Donald Richie una vez la llamó «una de las actrices más versátiles de Japón, y quizás la más intelectual de todas en su enfoque de la actuación».

## Biografía
Michiyo Kogure nació en 1918 en Shimonoseki, en la prefectura de Yamaguchi (Japón), donde su padre trabajaba como funcionario de aduanas. Después de graduarse en la Escuela de Niñas Baiko, ingresó en la Facultad de Arte de la Universidad de Nihon, donde se graduó en 1940. Siendo todavía estudiante, se unió a los estudios cinematográficos Shochiku y debutó en la gran pantalla en 1939. Allí trabajó para algunos de los directores más conocidos de la época como: Hiroshi Shimizu, Heinosuke Gosho y Kōzaburō Yoshimura.
En 1944, se casó con su primo Hidekichi Wada, que era 20 años mayor que ella. La pareja se mudó a Manchuria debido al trabajo de su marido en los medios. Al finalizar la guerra, regresó a Japón tras superar un difícil viaje, y al año siguiente, en 1947, regresó a Shochiku y retomó su carrera como actriz. Actuó no solo en películas de Shochiku, sino también de Toho, Daiei y otros estudios, y apareció repetidamente en películas de directores como Mizoguchi y Shimizu.
Aunque a menudo interpretó el papel de una villana, se convirtió en una presencia brillante en la sociedad mucho más liberalizada de después de la guerra, y en 1949 ganó el premio a la Mejor Actriz de Reparto en los Premios de cine de Mainichi por su papel de geisha en Aoi sanmyaku («Montañas Azules»).
Además de sus apariciones en películas y comerciales, Kogure trabajó como voluntaria en obras de caridad. En 1976 se le concedió la Medalla con Cinta Azul Oscura.
En 1960, abrió una escuela de acabado en el barrio de Ginza en Tokio donde enseñaba conocimientos sociales generales, modales, belleza, etc. En 1967, se convirtió en directora de la Secretaría del Concurso Miss Japón. A partir de 1973 pasó a ser funcionaria de libertad condicional certificada por el Ministro de Justicia. En 1980, se convirtió en director ejecutivo de la Asociación Internacional de Apoyo a Estudiantes en Formación Japón-China e instaló a estudiantes chinos en su casa.
Murió de insuficiencia cardíaca el 13 de junio de 1990 a los 72 años. El gobierno japonés le concedió, póstumamente, la Orden del Tesoro Sagrado, de Cuarta Clase.

## Filmografía parcial

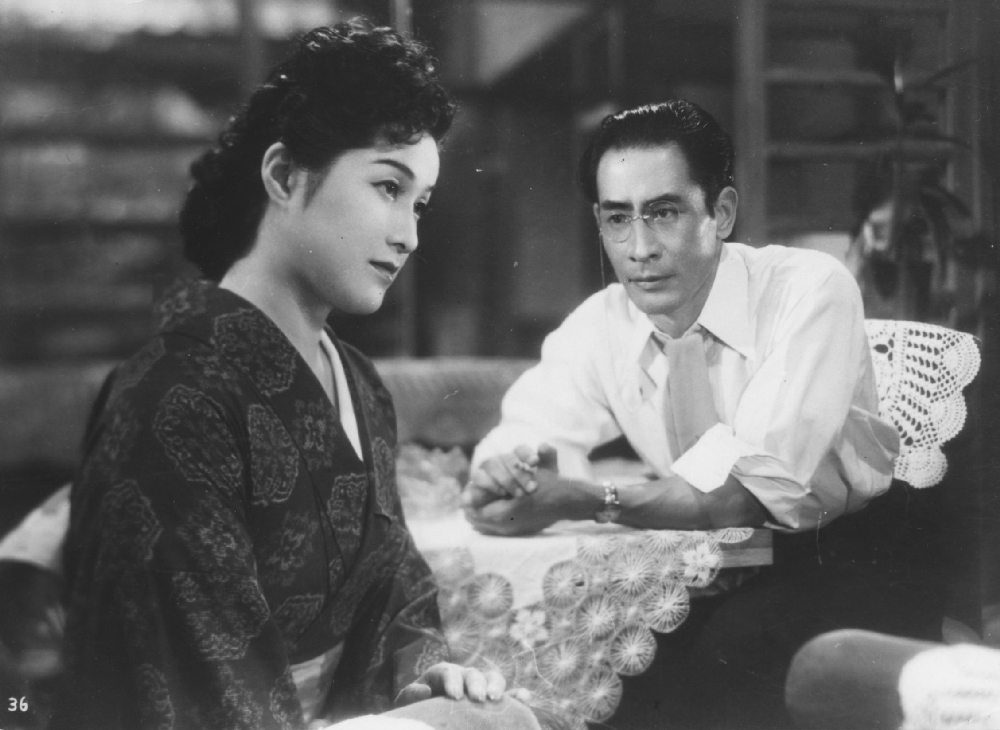
Michiyo Kogure y Sō Yamamura en El destino de la señora Yuki (1950)

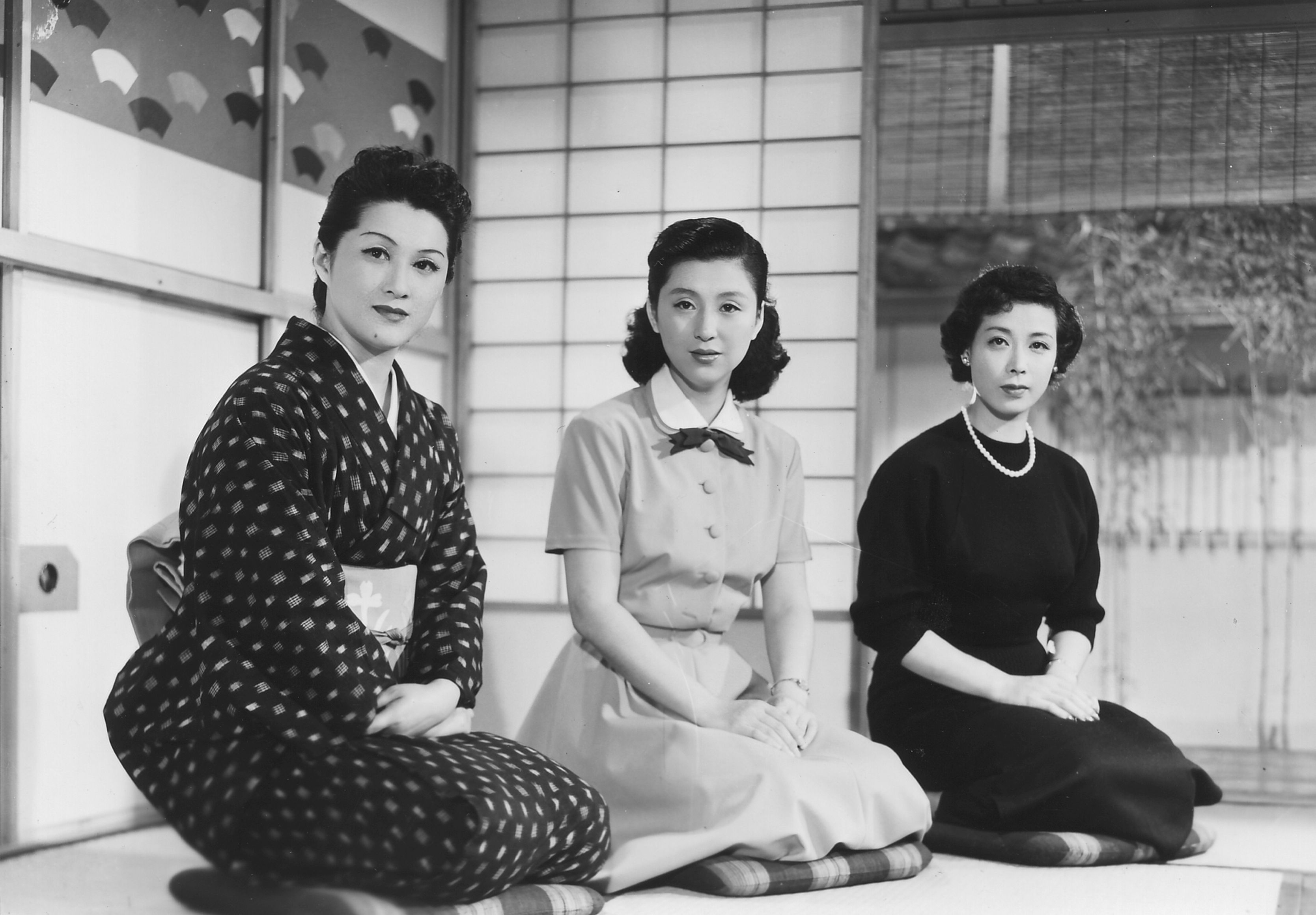
Michiyo Kogure, Keiko Tsushima y Chikage Awashima en El sabor del té verde con arroz (1952)

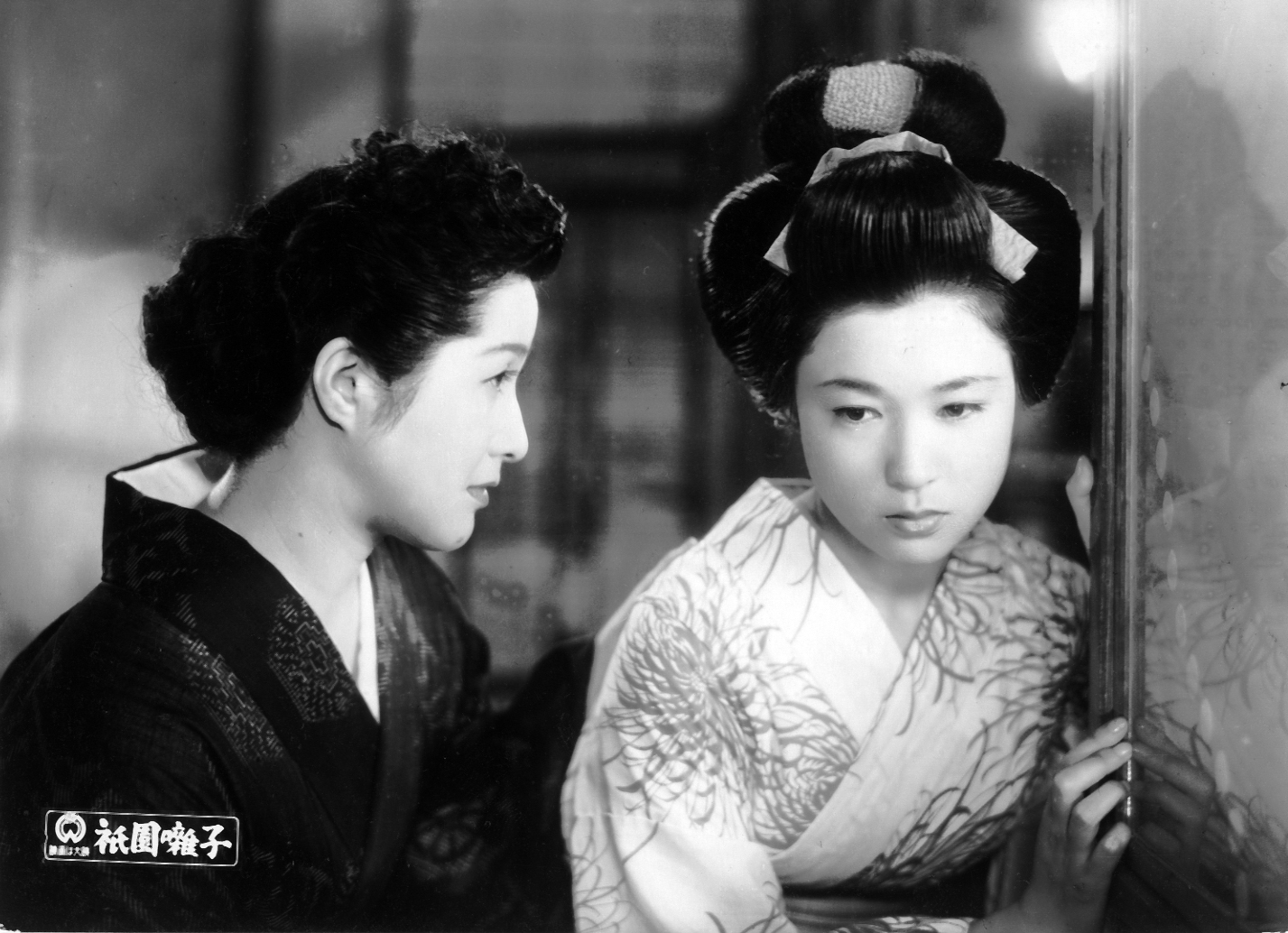
Michiyo Kogure y Ayako Wakao en Los músicos de Gion (1953)

| Año  | Título en japonés                        | Título en español                       | Papel              | Director            |
| ---- | ---------------------------------------- | --------------------------------------- | ------------------ | ------------------- |
| 1941 | Akatsuki no gassho                       |                                         | Tomoko Saimura     | Hiroshi Shimizu     |
| 1948 | Yoidore Tenshi                           | El ángel ebrio                          | Nanae              | Akira Kurosawa      |
| 1949 | Jigoku no Kifujin                        | Dama del infierno                       | Sra. Mibu          | Motoyoshi Oda       |
| 1949 | Aoi sanmyaku                             | Montañas azules                         | Umetaro/Tora Sasai | Tadashi Imai        |
| 1950 | Yuki fujin ezu                           | El destino de la señora Yuki            | Yuki Shinano       | Kenji Mizoguchi     |
| 1951 | Umi no hanabi                            | Fuegos artificiales sobre el mar        | Mie Kamiya         | Keisuke Kinoshita   |
| 1951 | Genji Monogatari                         | La historia de Genji                    | Fujitsubo          | Kōzaburō Yoshimura  |
| 1952 | Rikon                                    |                                         | Michiko Sōma       | Masahiro Makino     |
| 1952 | Okuni to Gohei                           | Okuni y Gohei                           | Okuni              | Mikio Naruse        |
| 1952 | Ochazuke no Aji                          | El sabor del té verde con arroz         | Taeko Satake       | Yasujirō Ozu        |
| 1953 | Tokai no yokogao                         | Perfil de una ciudad                    | Asako Murakami     | Hiroshi Shimizu     |
| 1953 | Gion Bayashi                             | Los músicos de Gion                     | Miyoharu           | Matsutarō Kawaguchi |
| 1955 | Zoku Miyamoto Musashi: Ichijōji no Kettō | Samurái II: Duelo en el templo Ichijoji | Dayū Yoshino       | Hiroshi Inagaki     |
| 1955 | Shin Heike Monogatari                    | El héroe sacrílego                      | Yasuko             | Kenji Mizoguchi     |
| 1955 | Jirō monogatari                          | La historia de Jiro                     |                    | Hiroshi Shimizu     |
| 1956 | Akasen chitai                            | La calle de la vergüenza                | Hanae              | Kenji Mizoguchi     |
| 1956 | Yakan chūgaku                            | Escuela nocturna                        | La madre de Senta  | Ishirō Honda        |
| 1956 | Gion no kyōdai                           | Las hermanas de Gion                    |                    | Hiromasa Nomura     |
| 1957 | Momotarō samurai                         | Momotarō el samurái                     | Kosuzu Hanabusa    | Kenji Misumi        |
| 1958 | Chūshingura                              | Los leales 47 Ronin                     | Dayū Ukihashi      | Kunio Watanabe      |
| 1961 | Miyamoto Musashi                         | La leyenda de Musashi Miyamoto          | Oko                | Tomu Uchida         |
| 1961 | Akō Rōshi                                |                                         | Oyone              | Sadatsugu Matsuda   |